# Arnold Henri Guyot
Arnold Henri Guyot (nella letteratura in lingua inglese: Arnold Henry Guyot; Boudevilliers, 28 settembre 1807 – Princeton, 8 febbraio 1884) è stato un geologo e geografo svizzero naturalizzato statunitense.

## Biografia
Studiò all'università di Neuchâtel e all'università di Berlino, in Germania, dove strinse amicizia con Louis Agassiz. Fu professore di storia e geografia fisica all'Accademia di Neuchâtel, una istituzione che ebbe breve vita, dal 1839 al 1848; in quell'anno si trasferì, sull'esempio di Agassiz, negli Stati Uniti stabilendosi a Cambridge (Massachusetts). Per molti anni fu conferenziere per il Massachusetts State Board of Education, e professore di geologia e geografia fisica all'Università di Princeton dal 1854 fino all'anno della morte. Oggi l'edificio principale del Dipartimento di geoscienze di Princeton è chiamato Guyot Hall in suo onore; la forma tronco-conica del Guyot Hall ritornò in mente a Harry Hammond Hess, ex-allievo di Princeton al comando di un sottomarino della Marina statunitense durante la seconda guerra mondiale, quando vide dei seamount con la sommità piatta a cui diede pertanto il nome «guyot».
Guyot si interessò soprattutto di geologia e meteorologia. Già ai primi del 1838 intraprese, su  suggerimento di Agassiz, uno studio pionieristico sui ghiacciai con alcune importanti osservazioni relative ai movimenti e alla struttura dei ghiacciai che espose in una memoria sottoposta alla Società Geologica di Francia. Fra le altre cose notò il movimento fosse più rapido al centro rispetto ai lati, e sulla cima rispetto alle parti più basse; descrisse le strutture laminari (o ribboned structure) e attribuì il movimento di ghiacciai al graduale dislocamento delle molecole, invece che allo scivolamento della massa di ghiaccio come prevedeva la teoria di de Saussure.
Le sue estese osservazioni meteorologiche negli Stati Uniti d'America portarono alla costituzione dell'United States Weather Bureau (attualmente National Oceanic and Atmospheric Administration) e le serie raccolte nelle sue Meteorological and Physical Tables (1852, edizione riveduta, 1884) furono per molti anni il testo di riferimento.

## Pubblicazioni principali
- Earth and Man, Lectures on Comparative Physical Geography in its Relation to the History of Mankind, 1849 (EN)
- A Memoir of Louis Agassiz, 1883 (EN)
- Creation, or the Biblical Cosmogony in the Light of Modern Science, 1884 (EN)